# شاه‌توت‌کوب میان‌کوه
شاه‌توت‌کوب میان‌کوه (نام علمی: Melanocharis longicauda) نام یک گونه از سرده شاه‌توت‌کوب است.